# Kenton Duty
Kenton Duty (født 12. maj 1995 i Plano, USA) er en amerikansk skuespiller, der blandt andet spiller med i serien Shake It Up som Gunther Hessenheffer.

## Priser og nomineringer
| År   | Pris                | Kategori | Medie       | Resultat  | Kilde |
| ---- | ------------------- | --- | ----------- | --------- | ----- |
| 2011 | Young Artist Awards | Outstanding Young Ensemble in a TV Series (sammen med Bella Thorne, Zendaya, Davis Cleveland, Roshon Fegan, Adam Irigoyen og Kenton Duty) | Shake It Up | Nomineret | [ 3 ] |
| 2012 | Young Artist Awards | Outstanding Young Ensemble in a TV Series (sammen med Bella Thorne, Zendaya, Davis Cleveland, Roshon Fegan, Adam Irigoyen og Kenton Duty) | Shake It Up | Nomineret | [ 4 ] |